# Volvo Longnose
Volvo LV180/190/290, также Longnose (со швед. — «Длинноносый») — средне- и крупнотоннажный грузовой автомобиль, выпускавшийся шведским автопроизводителем Volvo Trucks в 1937—1951 годах.

## Volvo LV180/190
Автомобили серии Volvo LV180/190 были представлены в начале 1937 года. Перед и двигатель внутреннего сгорания взяты от модели Volvo LV90.
Производство завершилось в 1943 году, на смену пришли автомобили семейства Volvo Roundnose.

## Volvo LV290
Автомобиль Volvo LV290 по габаритам намного больше, чем Volvo LV180/190. С поддерживающими колёсными парами полная масса варьируется до 13 тонн. После упразднения компании Tidaholm автомобиль оснащался двигателем внутреннего сгорания с верхним расположением клапанов, сделанный Готардом Эстербергом. Во время второй мировой войны многие автомобили производились, как газогенераторные.
С 1947 года автомобиль Volvo LV290 оснащался форкамерным двигателем внутреннего сгорания Volvo VDB. К окончанию производства автомобиль оснащался двигателем VDF с непосредственным впрыском топлива. На смену Volvo Longnose пришёл автомобиль Volvo Titan.

## Двигатели
| Модель    | Годы производства | Двигатель         | Объём    | Мощность            | Тип                                           |
| --------- | ----------------- | ----------------- | -------- | ------------------- | --------------------------------------------- |
| LV180-193 | 1937—1943         | Volvo FC: I6 ohv  | 4394 см3 | 90 л. с. (67 кВт)   | Бензиновый двигатель внутреннего сгорания     |
| LV180-193 | 1937—1943         | Volvo FCH: I6 ohv | 4394 см3 | 90 л. с. (67 кВт)   | Двигатель Хессельмана                         |
| LV290-293 | 1937              | Volvo FA: I6 ohv  | 6724 см3 | 120 л. с. (89 кВт)  | Бензиновый двигатель внутреннего сгорания     |
| LV290-293 | 1937              | Volvo FAH: I6 ohv | 6724 см3 | 120 л. с. (89 кВт)  | Двигатель Хессельмана                         |
| LV290-293 | 1938—1951         | Volvo FB: I6 ohv  | 7565 см3 | 140 л. с. (104 кВт) | Бензиновый двигатель внутреннего сгорания     |
| LV290-293 | 1938—1946         | Volvo FBH: I6 ohv | 7565 см3 | 140 л. с. (104 кВт) | Двигатель Хессельмана                         |
| LV290-293 | 1947—1951         | Volvo VDB: I6 ohv | 8740 см3 | 130 л. с. (97 кВт)  | Предкамерный дизельный двигатель              |
| LV290-293 | 1951              | Volvo VDF: I6 ohv | 9602 см3 | 150 л. с. (112 кВт) | Дизельный с непосредственным впрыском топлива |

## Галерея

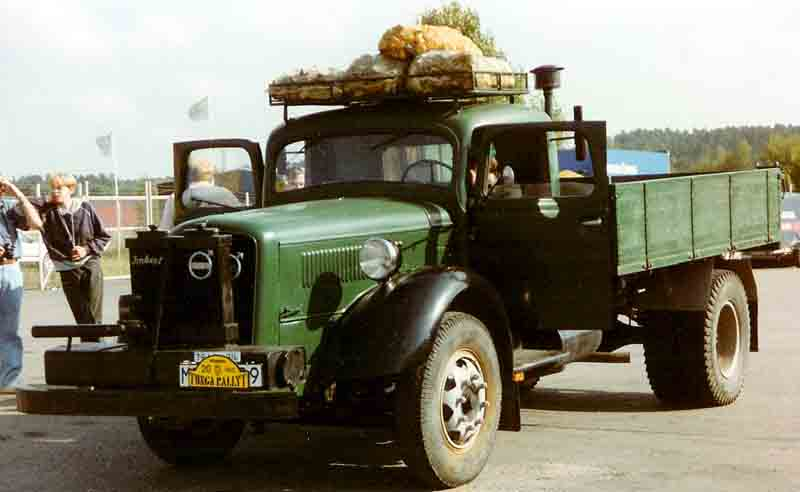
Volvo LV293 (газогенераторная модификация)
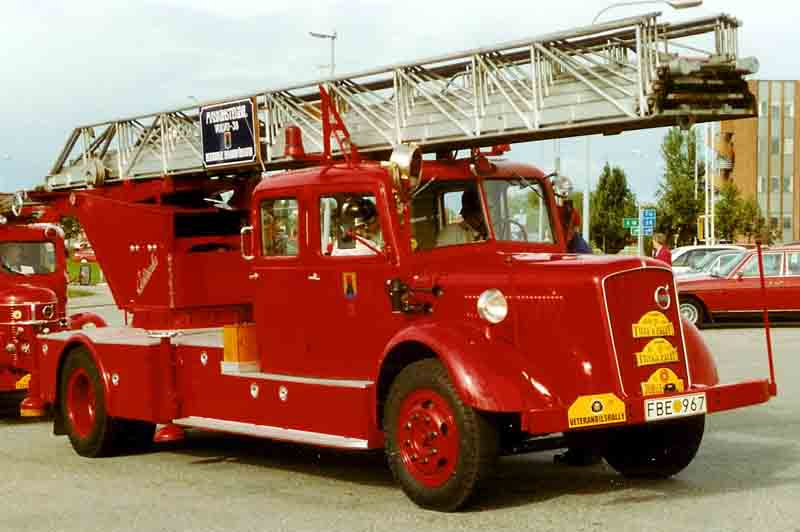
Пожарный автомобиль Volvo LV293